# Chiaki Naito-Mukai
Chiaki Naito-Mukai (leánykori neve:内藤 千秋) (Tatebayashi, Gunma prefektúra, 1952. május 6.–) japán tudós, űrhajósnő.

## Életpálya
1977-ben a Keio Orvostudományi Egyetemen általános orvosként doktorált (Ph.D.). 1987-1988 között a NASA meghívására a Space Biomedical Research Institute munkáját segítette a szív-és érrendszeri kutatásban. A Keio Orvostudományi Egyetemen 1988-ban ér-és szívsebészeti témában megvédte doktori diplomáját.
1985. augusztus 7-től a Japán Űrügynökség (NASDA) kiválasztása alapján lett űrhajós jelölt. A Lyndon B. Johnson Űrközpontban részesült űrhajóskiképzésben. 1992-1998 között a Baylor College of Medicine (Houston) professzora. 1999-től vendégprofesszor a Keio Orvostudományi Egyetemen. 2004-2007 között meghívott professzora a Nemzetközi Űrállomás Egyetemnek (ISU). 2007-2011 között a Space Biomedical Research Office, Human Space Technology és Astronaut Osztály igazgatója. 2011-től a JAXA Aerospace Exploration Agency vezető tanácsadója. Két űrrepülése alatt összesen 23 napot, 15 órát és 39 percet (567 óra) töltött a világűrben. Az első japán női űrhajós, az első japán állampolgár aki két Space Shuttle űrrepülésen teljesített szolgálatot.

## Írásai
- 1979-től mintegy hatvan szakmai cikket, értekezést írt.
- 2007-ben meseformában kiadta életrajzát.

## Űrrepülések
- STS–65, a Columbia űrrepülőgép 17. repülésének rakományfelelőse. A Spacelab (IML–2) mikrogravitációs laboratóriumban 12 órás váltásokban elvégezték a 82 kereskedelmi megrendelés kísérleteit, anyagok előállítását. Első űrrepülése alatt összesen 14 napot, 17 órát és 55 percet (354 óra) töltött a világűrben. 9 886 200 kilométert (6 143 000 mérföldet) repült, 235-ször kerülte meg a Földet.
- STS–95, a Discovery űrrepülőgép 25. repülésének rakományfelelőse. Tesztelték a Hubble űrtávcső működését. Második űrrepülése alatt összesen 8 napot, 21 órát és 44 percet (213 óra) töltött a világűrben. 5 800 000 kilométert (3 600 000 mérföldet) repült, 135-ször kerülte meg a Földet.

### Tartalék személyzet
- STS–47, az Endeavour űrrepülőgép 2. repülésének rakományfelelőse.
- STS–90, az Columbia űrrepülőgép 25. repülésének rakományfelelőse.